# Guarda Municipal de Curitiba
A Guarda Municipal de Curitiba (GMC), é uma instituição de segurança pública municipal que tem por finalidade exercer atividades de segurança urbana, inclusive, o policiamento ostensivo comunitário com a finalidade de proteção de pessoas, bens, serviços e instalações públicas dentro do município de Curitiba, Paraná. A instituição é subordinada à Secretaria de Defesa Social e Trânsito do município, que responde ao chefe do executivo municipal.

## Histórico
A Guarda Municipal de Curitiba foi criada em 17 de junho de 1986 como parte do Serviço Municipal de Vigilância.
 E com a Constituição Federal de 1988, teve a sua denominação alterada para Guarda Municipal de Curitiba.

## Missão
A Guarda Municipal de Curitiba atua em parceria com os demais organismos policiais estaduais e federais, efetuando o policiamento ostensivo preventivo, uniformizado, hierarquizado e armado.
Pela Lei 10.644 foi criada a Secretaria Municipal da Defesa Social e Trânsito, com a missão de desenvolver e implantar políticas que promovam a proteção do cidadão, articulando e integrando os organismos governamentais e a sociedade de forma motivadora, visando organizar e ampliar a capacidade de defesa ágil e solidária das comunidades de Curitiba e dos próprios municipais; passando a ter as seguintes atribuições:

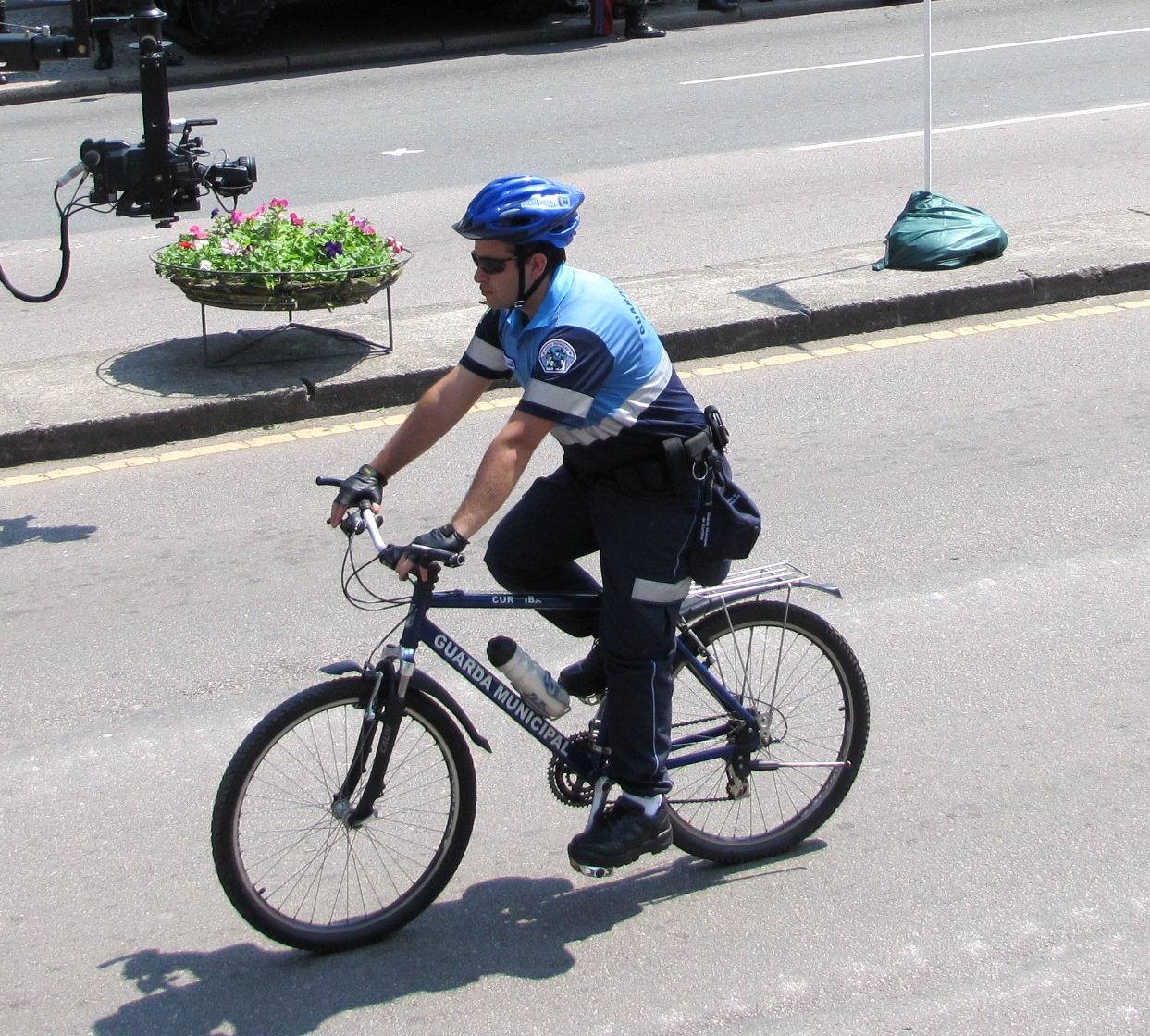
Guarda Municipal de Curitiba - ciclista.

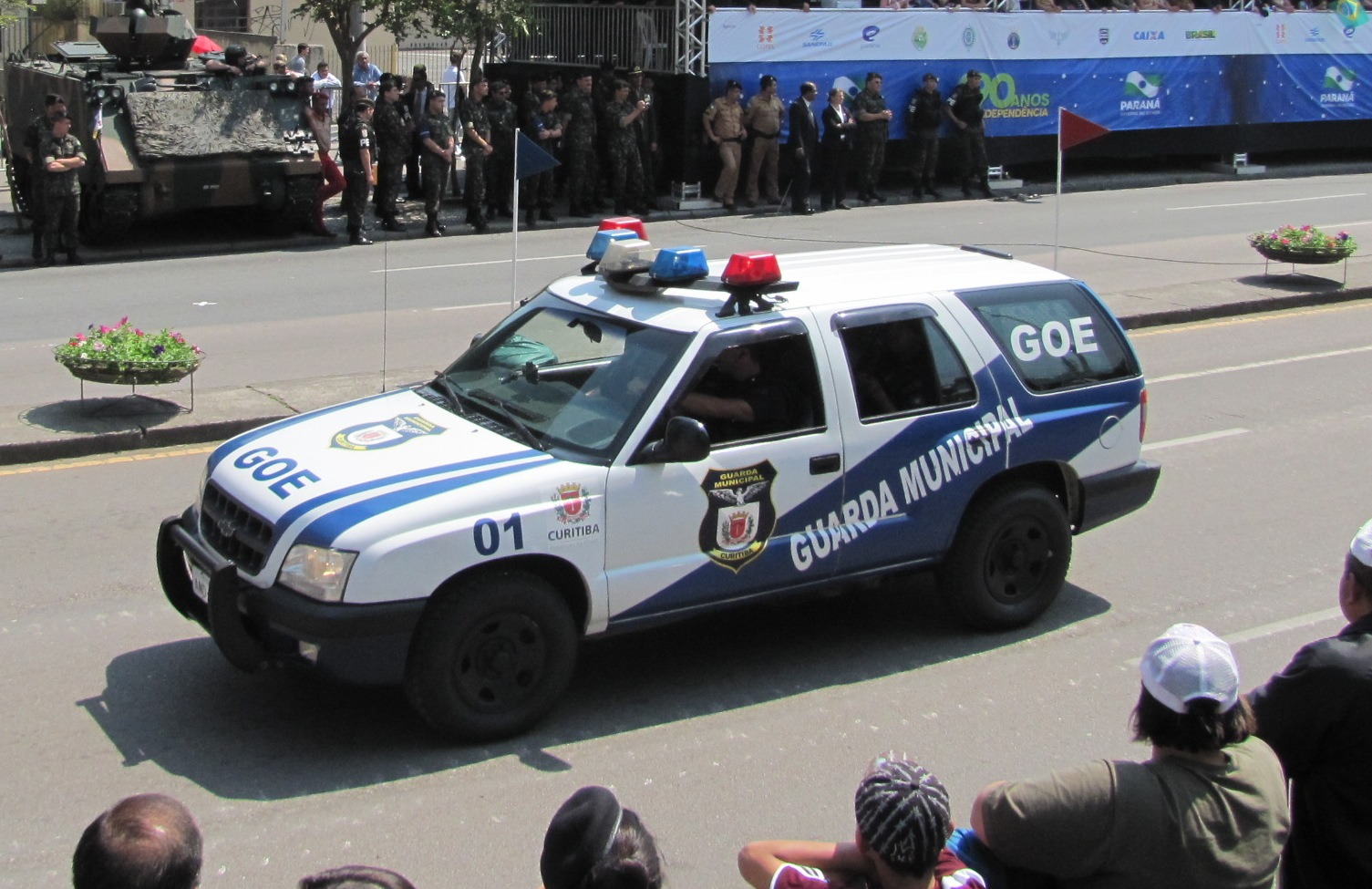
Guarda Municipal de Curitiba - GOE (Grupo de Operações Especiais).

- O planejamento operacional, a definição e a execução da política de defesa social do Município; a coordenação das ações de defesa social;
- A articulação com as instâncias públicas federal e estadual e com a sociedade, visando potencializar as ações e os resultados na área de segurança pública;
- A atualização e monitoramento de sistema de informações estratégicas de defesa social;
- A administração dos mecanismos de proteção do patrimônio público municipal e de seus usuários;
- A implementação, em conjunto com os demais órgãos envolvidos, do Plano Municipal de Segurança;
- E a coordenação das ações de defesa civil no Município, articulando os esforços das instituições públicas e da sociedade, fazendo parte desta pasta o Departamento da Guarda Municipal de Curitiba.

### Hierarquia
Pela Lei 10.630, de 30 de dezembro de 2002, foi transformada a Carreira de Segurança Municipal, criando um único cargo de guarda municipal, subdividido em três níveis:
- De Inspetor para Guarda Municipal de Nível 3;
- De Supervisor para Guarda Municipal de Nível 2;
- E de Segurança Municipal para Guarda Municipal de Nível 1.

Essa mesma lei elevou o nível de escolaridade dos servidores para o de ensino médio. E também trata ainda sobre promoção, remuneração, qualificação profissional e demais assuntos referentes à carreira.